# Коджон (правитель Корё)
Коджон (кор. 고종, 高宗, Gojong) — 23-й правитель корейского государства Корё, правивший в 1213—1259 годах. Имя — Чхоль, Хо. Вторые имена — Тэмён и Чхону.
Посмертные титулы — Чхунхон Анхё-тэван.